# Namlos
Namlos é um município da Áustria, situado no distrito de Reutte, no estado do Tirol. Tem 28,75 km² de área e sua população em 2019 foi estimada em 74 habitantes.